# Armindo Antônio Ranzolin
Armindo Antônio Ranzolin (Caxias do Sul, 8 dicembre 1937 – Porto Alegre, 17 agosto 2022) è stato un giornalista brasiliano. È stato direttore di Rádio Gaúcha, del Grupo RBS.

## Biografia
Nato in una famiglia di origini del nord Italia, dall'età di un anno visse a Lages, Santa Catarina, dove scrisse di sport dilettantistici su un giornale locale.
La sua carriera di giornalista professionista ebbe inizio nel 1956, quando divenne cronista sportivo per Rádio Diário da Manhã a Lages. Nel 1957 si trasferì a Porto Alegre, dove si laureò in scienze giuridiche e sociali presso la Facoltà di Giurisprudenza dell'UFRGS nel 1962.
Nel 1959 lavorò per tre mesi presso Rádio Guaíba. Venne licenziato per via di un problema tecnico che ne compromise la sua prima trasmissione, indi passò a Rádio Difusora di Porto Alegre, dove per cinque anni fu il principale cronista sportivo dell'emittente. Nel 1964 si dimise per problemi legati al colpo di stato militare di quell'anno.
Venne poi assunto da Rádio Farroupilha come direttore sportivo e, subito dopo, direttore artistico. Nel 1969 passò a Rádio Guaíba, dove fu cronista delle partite di Pelé e della Coppa del Mondo del 1974 disputatasi in Germania.
Nel 1984 passò a Rádio Gaúcha, dove fu cronista di tre campionati del mondo, l'ultimo dei quali nel 1994 si svolse negli Stati Uniti. Nel 1995 cessò la sua carriera di cronista sportivo e si occupò di giornalismo conducendo Gaúcha Atualidade. Dal 1992 al 2006 fu direttore generale della radio.
Tra gli incarichi ricoperti si ricordano quello di direttore della programmazione presso Rádio Difusora e Rádio Farroupilha tra il 1964 e il 1968, quello di direttore sovrintendente di TV Piratini nel 1969, di direttore della programmazione presso Rádio Guaíba tra il 1976 e il 1984, di direttore della programmazione presso Rádio Gaúcha tra il 1988 e il 1992 e di direttore generale di Rádio Gaúcha tra il 1992 e il 2006. Fu inoltre vicepresidente della radio presso AGERT tra il 1978 e il 1984.
Nel 1996 venne insignito dal Presidente Fernando Henrique Cardoso dell'Ordine al Merito Militare con il grado di Ufficiale Speciale.
Morì nel 2022 all'età di 84 anni, in un ospedale di Porto Alegre, dove si trovava ricoverato per complicazioni dovute alla malattia di Alzheimer.

## Vita privata
Nel 1963 sposò Yara Borges Ranzolin, dalla quale ebbe due figli, la giornalista Cristina Ranzolin e l'avvocato Ricardo Ranzolin.